# 耶律李胡
耶律李胡（やりつ りこ、天祐8年（911年）- 応暦10年10月10日（960年11月1日））は、遼（契丹）の皇族。漢名は洪古。字は奚隠。

## 生涯
耶律阿保機の三男として生まれた。生母は述律皇后で、3人の同母兄弟のうち最も偏愛された。次兄の太宗の親征に際しては、京師の留守を務めた。天顕5年（930年）、代北の地に派遣されて、寰州を攻め、多くの捕虜を得て凱旋すると、皇太弟に立てられて太宗の後継者と定められ、天下兵馬大元帥を兼ねた。
会同9年（946年）、耶律兀欲（世宗）が群臣たちにより、南京において皇帝に擁立されると、生母の述律太后は上京（現在の内モンゴル自治区赤峰市バイリン左旗）において李胡を擁立してこれに対抗した。
潢河を隔てて両者は対決することになるが、これに際して耶律屋質が宗室内での対立の不毛さを述律太后に説き、結局述律太后と李胡は世宗に降伏した。李胡は生まれ故郷に追われ、中央への出入りを禁じられた。応暦10年（960年）、子の耶律喜隠と孫の耶律留礼寿の謀反に連座して処刑された。
統和年間に欽順皇帝と、さらに重熙19年（1050年）、興宗により章粛と追諡された。

## 子女

### 子
- 耶律喜隠（字は完徳、宋王）
- 耶律宛（衛王）

## 伝記資料
- 『遼史』巻72 列伝第2 宗室